# І
І (minuskule і) je písmeno cyrilice. Jeho tvar se v minuskulní i majuskulní variantě shoduje s tvarem písmena I v latince. V ukrajinské a běloruské azbuce nahrazuje písmeno И. V chakaštině, v jazyce komi a v kazaštině písmeno I existuje společně s písmeny И a Ы. V kavkazských jazycích existuje písmeno podobné písmenu I, ale nazývá se paločka a spíše než jako samostatné písmeno funguje jako diakritické znaménko.
V arménském písmu písmenu І odpovídá písmeno Ի (ի), v gruzínském písmu písmeno ი.
V hlaholici písmenu І odpovídá písmeno Ⰻ.